# フィラデルフィア海軍造船所

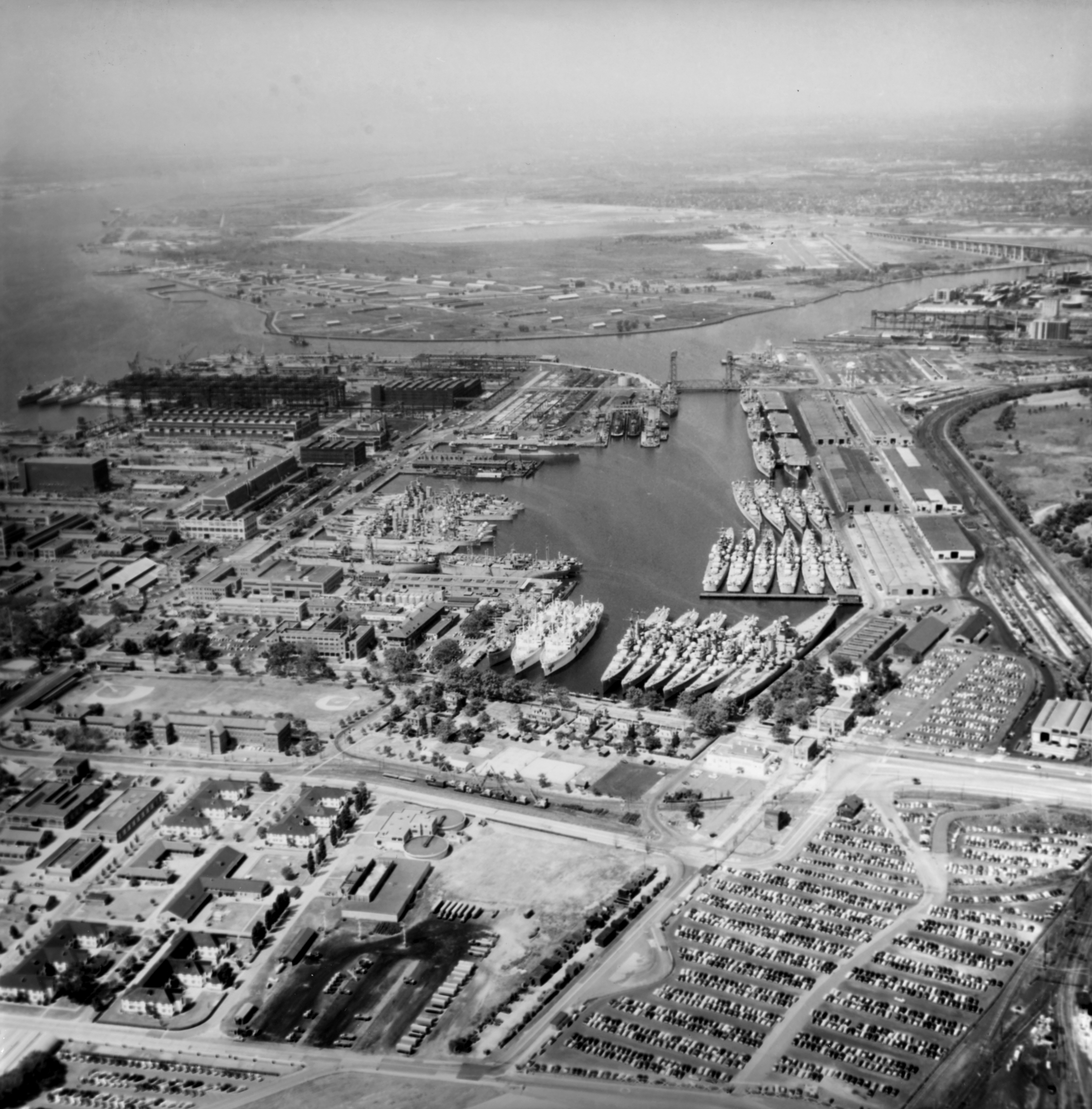
予備役艦隊の艦艇、1955年

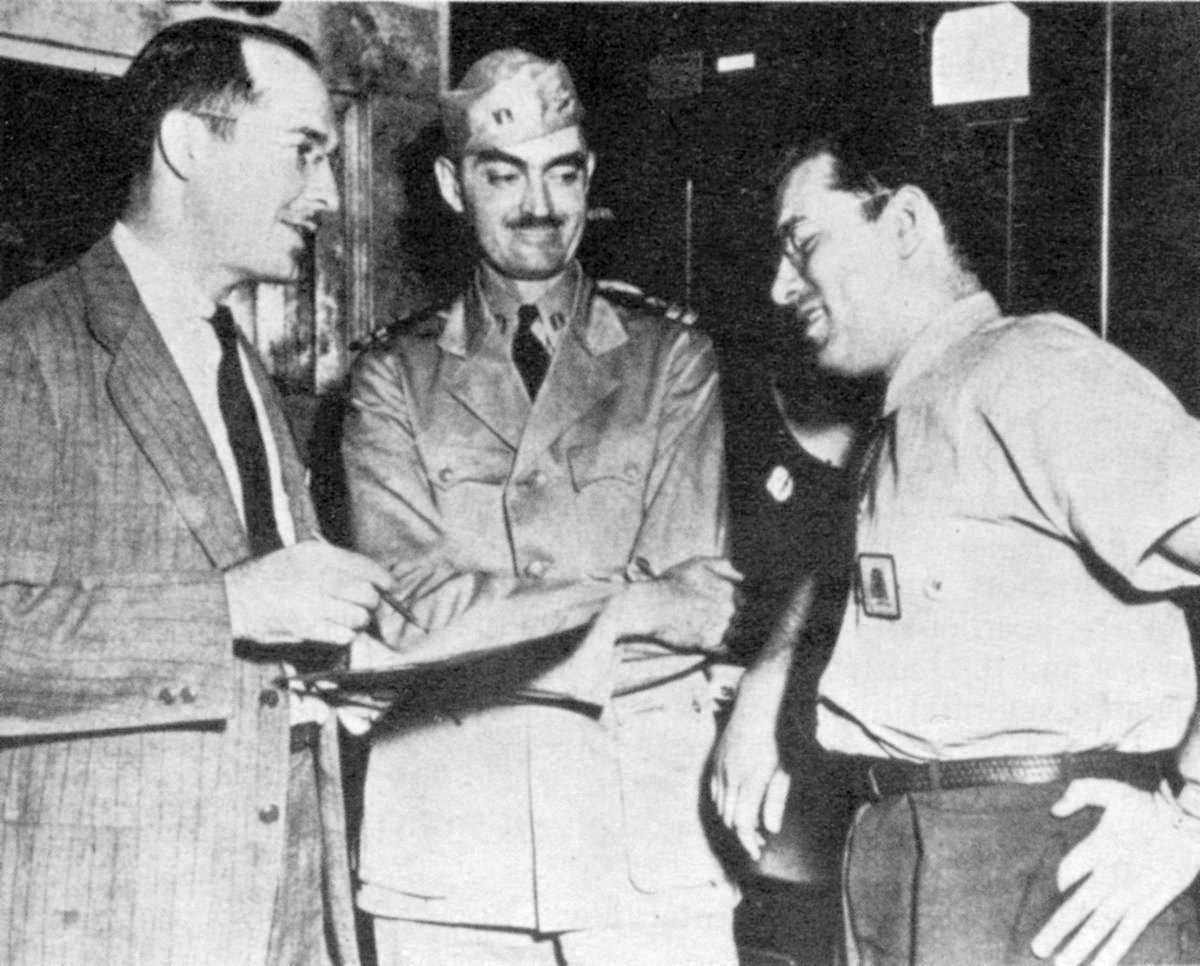
勤務中のロバート・A・ハインライン（左）、アイザック・アシモフ（右）、L・スプレイグ・ディ・キャンプ（中央）1944年

フィラデルフィア海軍造船所（Philadelphia Naval Shipyard）は、アメリカ海軍の造船所。元はフィラデルフィア海軍工廠(Philadelphia Navy Yard)の名称であり、アメリカ海軍最初の造船所であった。1995年9月30日に公式に廃止されたが、補修所（Naval Maintenance Facility）はある。
その後この造船所の土地はフィラデルフィア市の所有となり、2000年からそこは「The Navy Yard」としておもに工業用地として再開発されて、2013年には有力製薬会社のグラクソ・スミスクライン米国本社が入るなど活性化している。

## 概要
工廠はペンシルベニア州フィラデルフィアのフロント・ストリートに開設され、1801年に公式のアメリカ海軍施設となった。甲鉄艦の時代が到来し、工廠の設備は旧式の物となったため新たな工廠が、スクールキル川のデラウェア川への合流地点にあるリーグ島に建設された。
アメリカ海軍航空機工廠は1917年にリーグ島の敷地内に設立された。さらにフィラデルフィア海軍工廠は槌形クレーンを装備した世界初の工廠であった。
本工廠は第二次世界大戦にその最盛期を迎え、40,000人の工員が53隻の艦を建造し、574隻を修理した。この期間に戦艦「ニュージャージー」及び姉妹艦の「ウィスコンシン」を建造している。またSF作家のロバート・A・ハインライン（予備役技術士官）、アイザック・アシモフ（民間技術者）、L・スプレイグ・ディ・キャンプ（予備役技術士官）はこの頃に揃って勤務していた。
戦後、工員の数は12,000名まで削減された。1960年代になると新規艦艇は外部の民間会社に発注されるようになった。本工廠で建造された最後の新規艦艇は1970年に建造された揚陸指揮艦「ブルーリッジ」であった。
冷戦が終了し世界的に軍縮の気運が高まると、建艦のニーズも縮小し、1991年に工廠の閉鎖が推奨された。地元政治家は工廠の存続を試みたが、結局1995年に7,000名を解雇し廃止された。上院議員のアーレン・スペクターは国防総省が閉鎖の公式報告を公表しなかったとして非難した。さらにこれは法的論争に結びついたが徒労に終わることとなった。本造船所の資産は商用造船会社のエイカー・フィラデルフィア造船所に売却された。
4人のチャプレンの記念碑は本造船所の敷地内に存在する。

## 特筆すべき艦艇
- インディアナ (USS Indiana, BB-1)：アメリカ海軍初の戦艦
- ニュージャージー (USS New Jersey, BB-62)：
- ウィスコンシン (USS Wisconsin, BB-64)：アメリカ海軍最後の完成した戦艦
- ブルーリッジ (USS Blue Ridge, LCC-19)：本造船所で建造された最後の艦